# Viodos-Abense-de-Bas
Viodos-Abense-de-Bas – miejscowość i gmina we Francji, w regionie Nowa Akwitania, w departamencie Pireneje Atlantyckie.
Według danych na rok 1990 gminę zamieszkiwało 831 osób, a gęstość zaludnienia wynosiła 65 osób/km² (wśród 2290 gmin Akwitanii Viodos-Abense-de-Bas plasuje się na 502. miejscu pod względem liczby ludności, natomiast pod względem powierzchni na miejscu 892.).